# Amanappa
Amanappa (altägyptisch Amenemope) war ein wichtiger Hofbeamter der 18. Dynastie. Er wird ausschließlich in den Amarna-Briefen zur Zeit von Amenophis III. genannt. Zusammen mit dem Beamten Haja verfügte er über weitreichende Kompetenzen, die die Kontrolle von Versorgungsgütern und Tributen umfassten. In den Briefen wird er vom Vasallenfürsten von Byblos Rib-Addi angesprochen, der ihn um Getreidelieferungen und Hilfe bei einer Belagerung bittet. Amanappa wurde insgesamt zweimal nach Amurru entsendet und unterstützte Rib-Addi beim zweiten Mal mit einem kleinen Heer. 